# John Read (Chemiker)
John Read (* 17. Februar 1884 in Maiden Newton, Dorset; † 21. Januar 1963 bei St Andrews) war ein britischer Chemiker (Organische Chemie) und Chemiehistoriker.
Read erwarb sein Chemiediplom 1904 am Finsbury Technical College in London und war dort danach Demonstrator. 1905 ging er mit einem Dreijahres-Stipendium der Stadt London nach Zürich und wurde dort 1907 bei Alfred Werner über Cumarin und dessen saure Derivate promoviert. Bei Werner erwachte auch sein Interesse für Stereochemie. Danach kehrte er nach London zurück und erhielt 1907 den Bachelor-Abschluss in Chemie an der Universität London. Er ging zu William Jackson Pope an die University of Manchester, lehrte dort Chemie und forschte über optische Aktivität. 1908 folgte er Pope nach Cambridge als Assistent. Für gemeinsame Arbeiten über Stereochemie erhielt er dort 1912 den M.A. ehrenhalber. 1916 ging er nach Australien als Professor an der Universität Sydney und Nachfolger von Robert Robinson. Er befasste sich dort mit organischen Bromverbindungen und Piperiton. Nachdem er 1922 zu einem Sabbatjahr in England war, nahm er 1923 den Ruf auf den Purdie-Lehrstuhl für Chemie an der University of St Andrews an, wo er ein populärer Lehrer war und auch für breiteres Publikum Vorlesungen hielt. Er starb bei einer Fahrradfahrt nahe seinem Wohnort St Andrews.
Er befasste sich mit Chemiegeschichte (besonders Geschichte der organischen Chemie und der Alchemie) und Organischer Chemie (Stereochemie, optische Aktivität). Er veröffentlichte auch über das Leben in Australien und Theaterstücke in seinem heimatlichen Dialekt aus Somerset.
1959 erhielt er den Dexter Award. Er war Fellow der Royal Society (1935) und der Royal Society of Edinburgh (1924) sowie Ehrendoktor (D. Sc.) der Universität Cambridge. 1948 war er Präsident der Sektion B der British Association for the Advancement of Science. Von 1935 bis 1938 war er im Rat der Chemical Society.

## Schriften
- The Rise and Development of Organic Chemistry 1919
- A Study of Historical Chemistry 1922
- A Short Course of Practical Organic Chemistry, 1924
- A Text-Book of Organic Chemistry, Historical, Structural, and Economics, 1926, 1934, 1958
- An Introduction to Organic Chemistry, 1931, 1961
- Prelude to Chemistry: An Outline of Alchemy, Its Literature and Relationships, 1936
- Historical St. Andrews and Its University 1939, 1957
- Explosives 1942 (auch ins Spanische übersetzt)
- The Alchemist in Life, Literature and Art 1947
- Humour and Humanism in Chemistry 1947
- Through Alchemy to Chemistry, London: G. Bell 1957 (bei Dover 1995 als From alchemy to chemistry)
- A Direct Entry to Organic Chemistry 1948 (deutsche Übersetzung 1950, italienische Übersetzung 1952)

Er war Mitherausgeber der Zeitschrift Chymia und der Monographs on Modern Chemistry im Verlag Bell.